# 百済寺 (枚方市)
百済寺（くだらでら、くだらじ）は、大阪府枚方市にかつてあった寺。天平勝宝2年（750年）頃に百済王敬福（くだらのこにきしきょうふく）によって建立されたと言われている。1941年1月27日に国の史跡に指定され、更に昭和27年（1952年）3月29日に特別史跡に指定された。その後1965-1967年に史跡公園としての整備が行われた。これは全国初とされる。1973年10月、「百済寺跡の松風」として枚方八景の一つに選ばれた。

## 概要
枚方市内、交野ヶ原の小高い丘の上にある。金堂とその背後の講堂、食堂を中央に、それらの東西に塔を配した伽藍様式をもち、それぞれ礎石が残っている。また中門、南門、東門、東院の跡もわかっている。回廊跡は中門から東西両塔を取り巻いて金堂に取り付いている。この伽藍様式は薬師寺に似ているが、薬師寺は回廊が講堂に取り付くので百済寺とは異なり、百済寺はむしろ新羅の感恩寺と同形式であることが指摘されている。このことから、古代日本と朝鮮半島との交流関係を知る上で重要な遺跡であることが知られる。なお奈良時代に創建されたが、七堂伽藍が完成したのは平安時代初期までかかったものと考えられている。
なお建築物は何度か焼失して残っておらず、基壇と礎石を復元した形で「百済寺跡公園」として整備されている。現在は再整備中である。西側には百済王神社が隣接する。
2005年から再整備事業が始められた目的にもこの点が挙げられている（外部リンク「特別史跡百済寺跡再整備事業に係る発掘調査」を参照）。

## 発掘調査
2007年までに3回行われている。3回目は2007年12月現在、進行中である。
1回目は1932年に大阪史談會によって行われた。堂塔の基壇や回廊の礎石が調査され、大略、東西両塔を備えた薬師寺式伽藍とみなされた。この成果から1941年の史跡指定につながった。しかしその後老木や潅木が繁茂した。1965年、この状況を憂えた寺嶋宗一郎市長が第2次の発掘調査を企てた。その結果、回廊が中門から金堂に取り付くことが確認され、新羅の感恩寺と同形式であることが判明した。
その後の損壊の再整備や、第2次調査の不十分な点を補うため、2005年から第3次発掘調査が行われている。調査により大型多尊塼仏（浮き彫り状の仏像）の破片が奈良時代の物としては初めて発見された。百済寺の格式の高さや百済王氏の勢力の大きさをうかがわせるものとされる。

## 難波百済寺との関係
百済王氏が河内国交野の地に移り住む以前、摂津国難波京にも「百済寺」「百済尼寺」があったと考えられている。『日本霊異記』第14話に「難波百済寺」とあり、難波の「百済寺」は斉明朝（7世紀中葉）から10世紀までは存在していたと考えられている。
「百済寺」は現在の大阪市天王寺区堂ヶ芝廃寺（現豊川稲荷大阪別院敷地内）、「百済尼寺」は同区の細工谷遺跡に比定されている。1997年、細工谷遺跡からは「百済尼」「百尼寺」の墨書のある奈良時代の土器が出土したことから、「百済尼寺」の存在が判明した。両遺跡から出土した瓦の形式にも共通性が見られる。「百済尼寺」で和同開珎の枝銭が見つかっている。細工谷遺跡からも銭貨鋳造をうかがわせる遺物が出土している。
摂津国に「百済郡」が存在したことがあるが、この付近がその西端と考えられている。難波には百済から渡来してきた人々が多く住んでいた。百済王氏はもと摂津国百済郡を拠点としていたが、百済王敬福が749年、陸奥国（現在の宮城県遠田郡涌谷町）で発見した黄金を平城京の聖武天皇へ献上することによって、従五位上陸奥守から従三位河内守へ異例の昇進を果たし、それを機会に河内国交野の地を次の拠点にしたものと見られる。

## ギャラリー

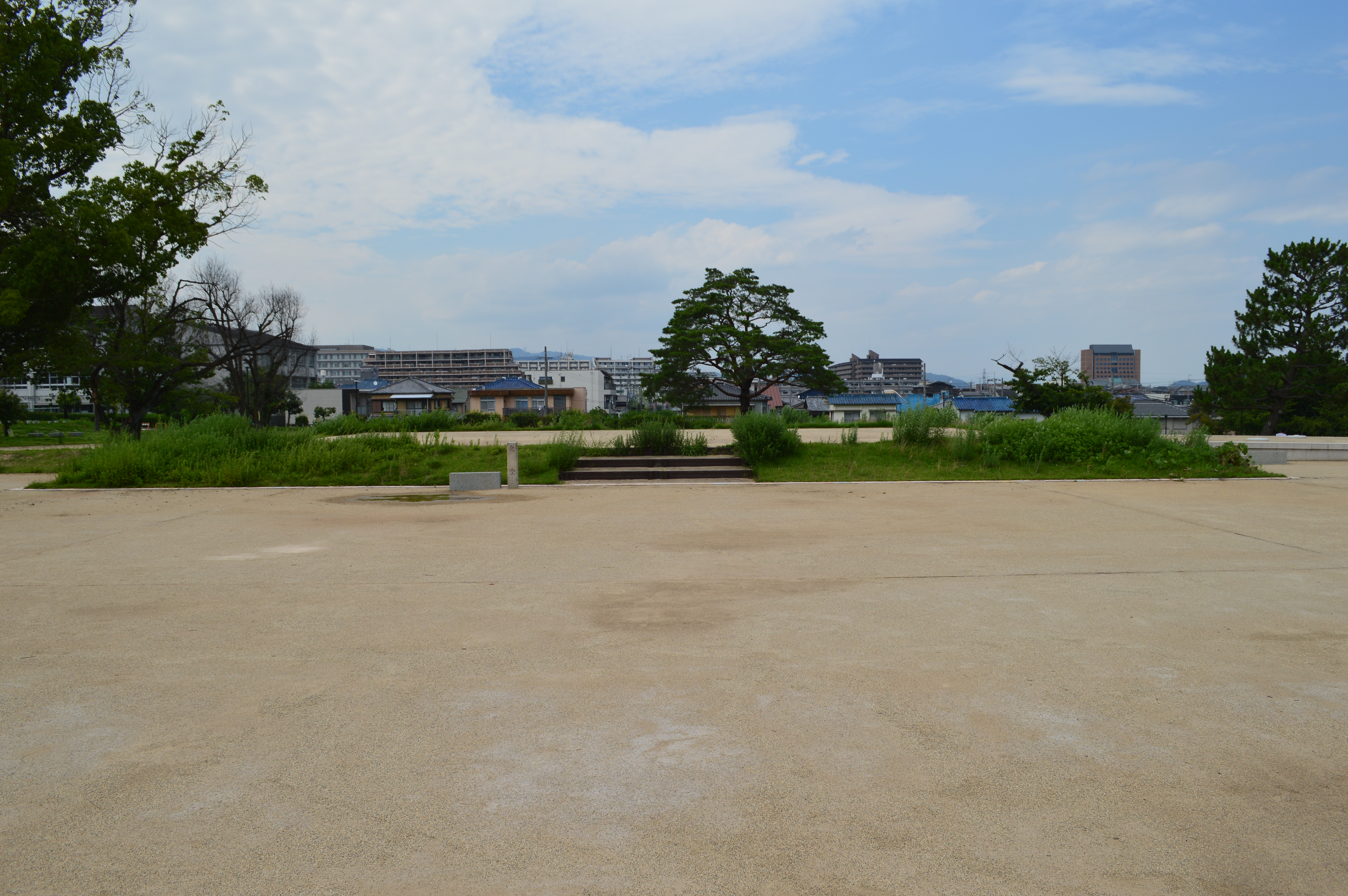
金堂跡
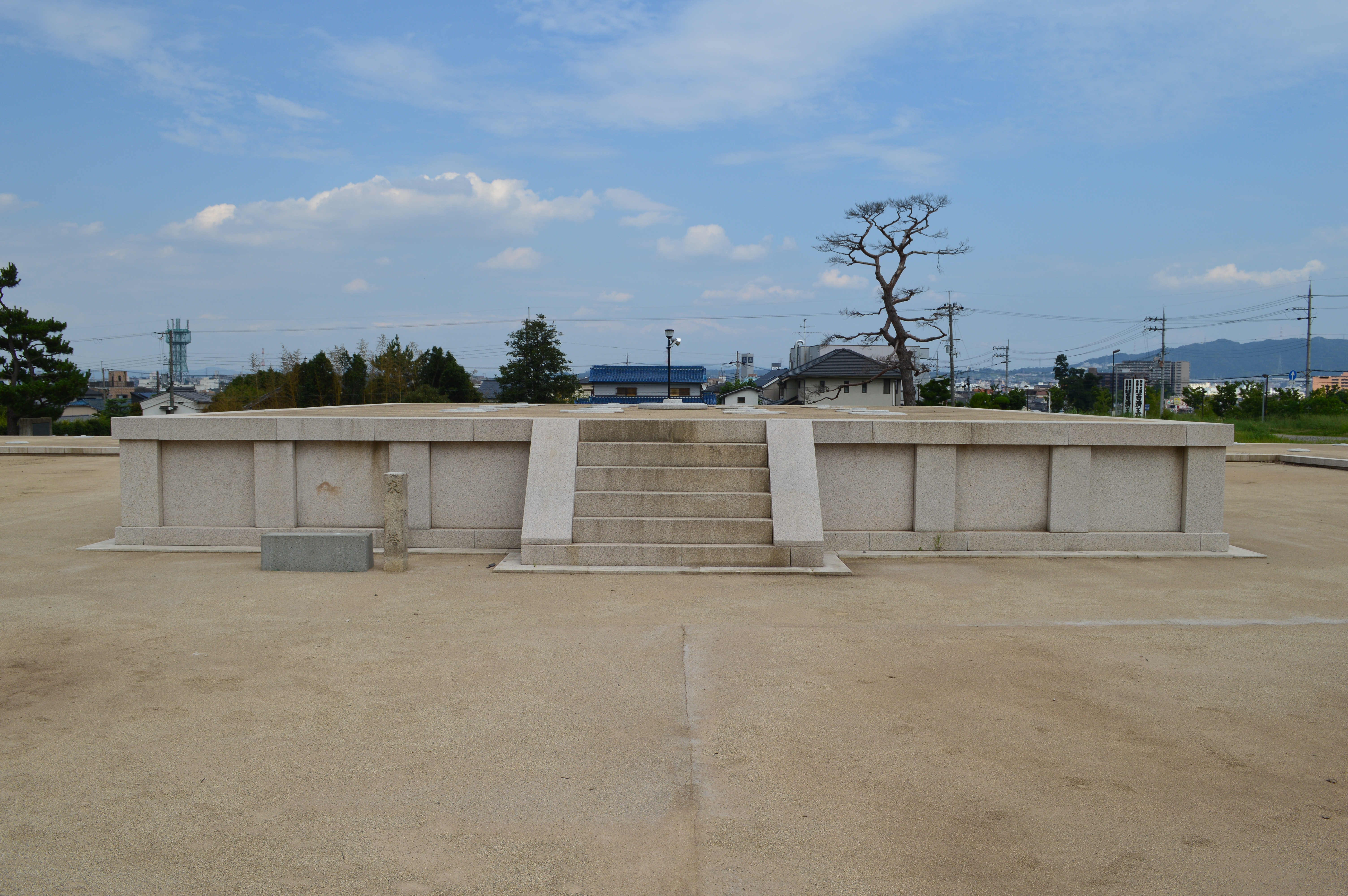
東塔跡
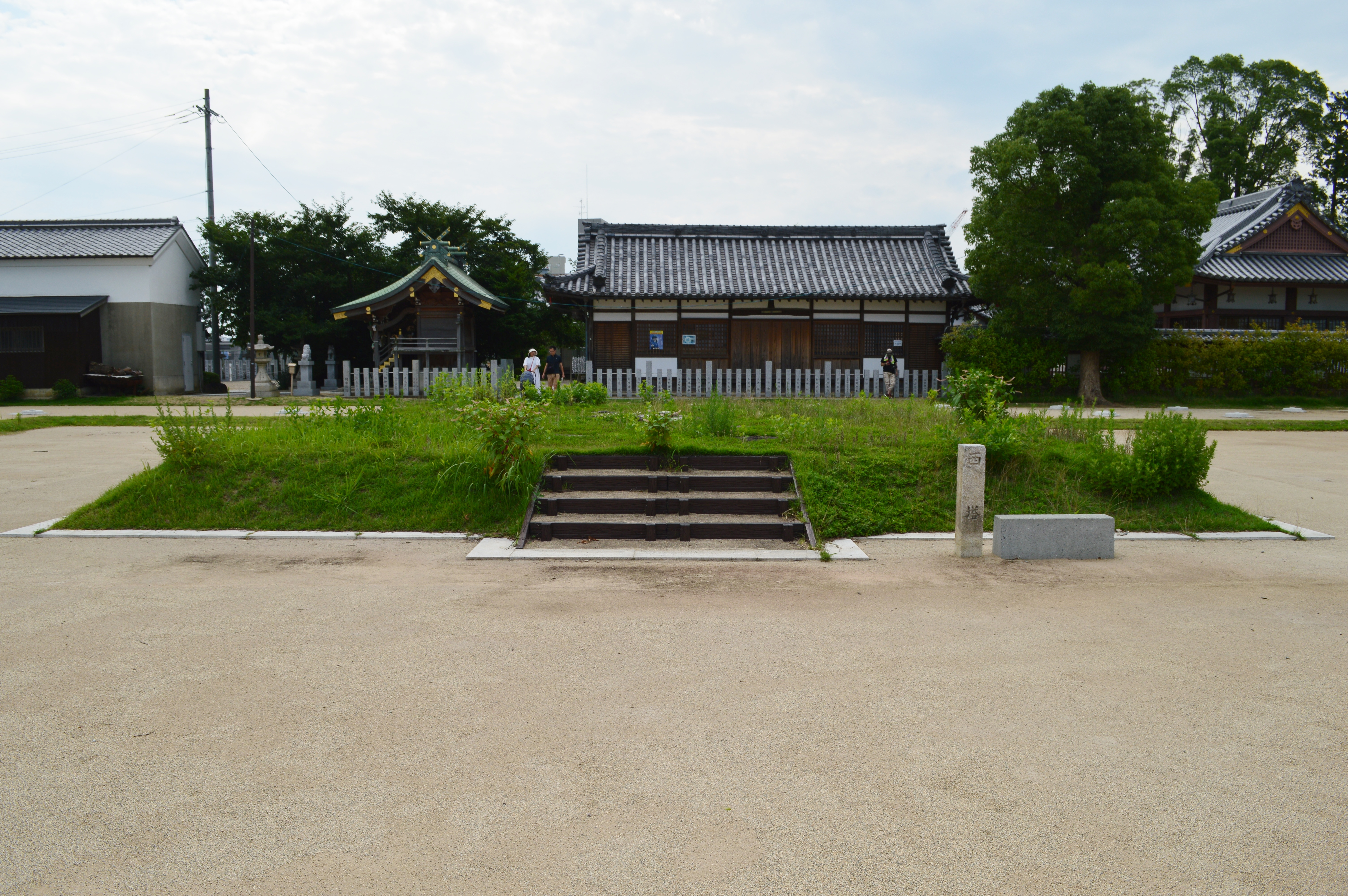
西塔跡
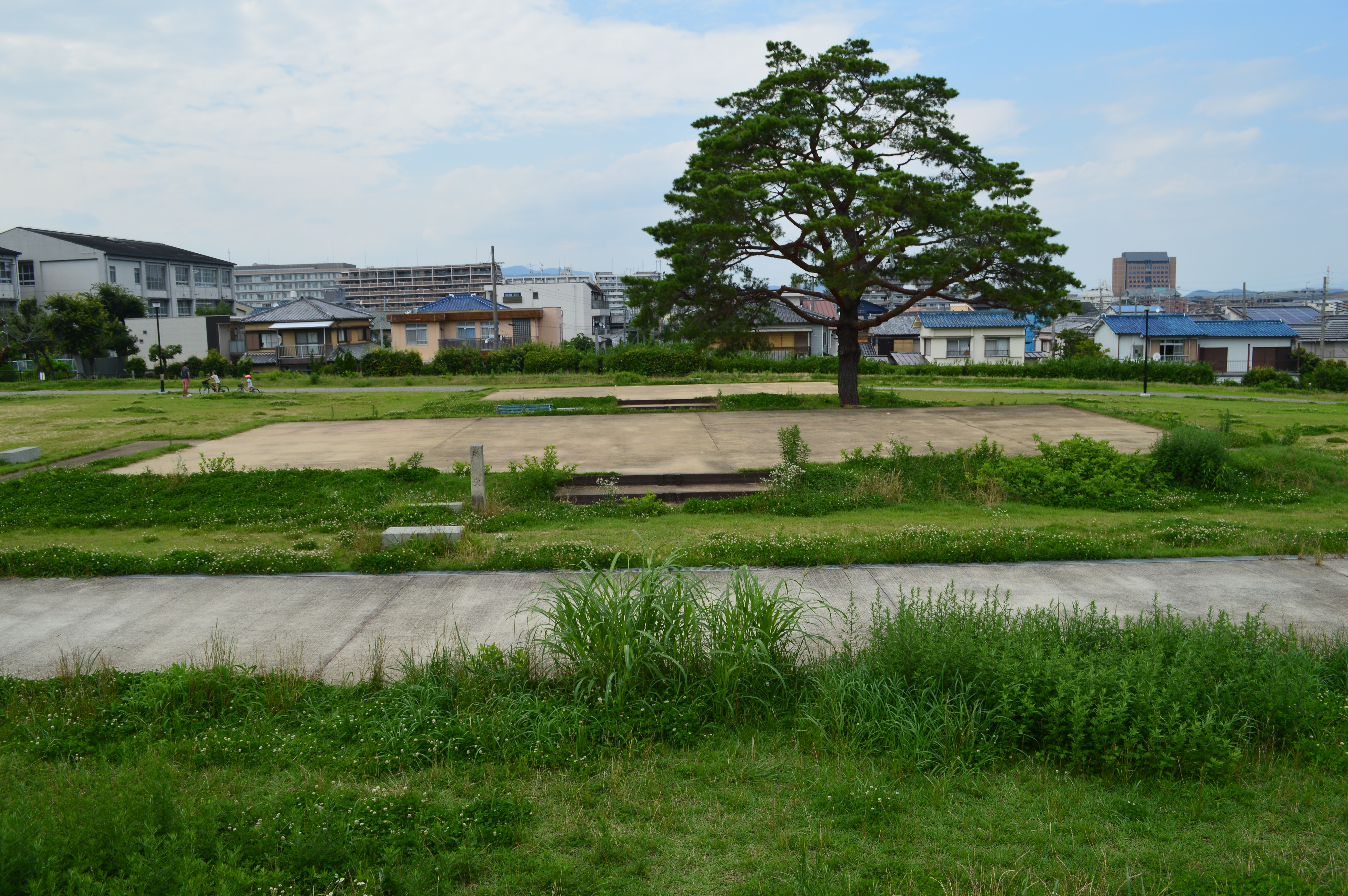
講堂跡
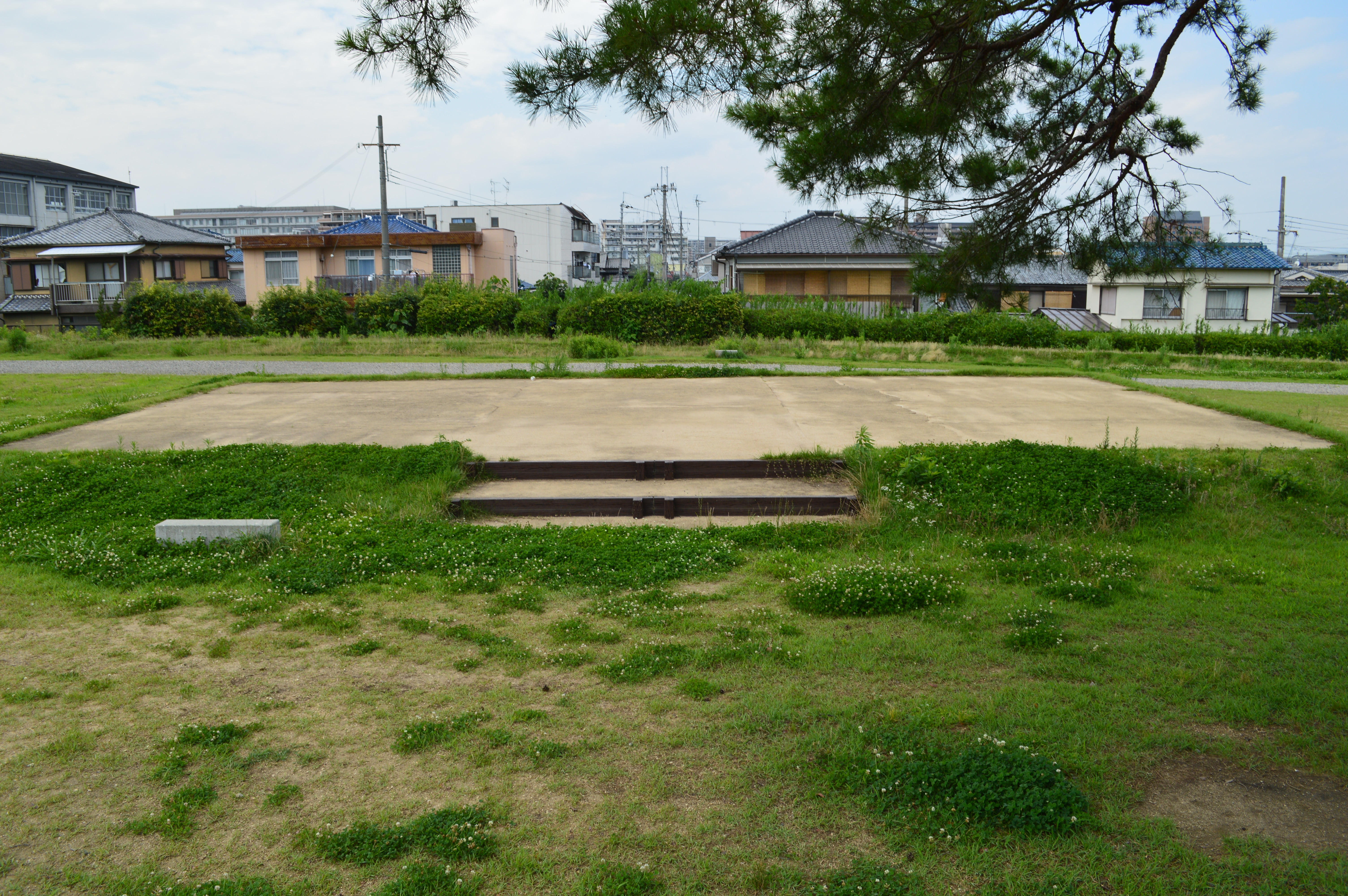
北方建物跡
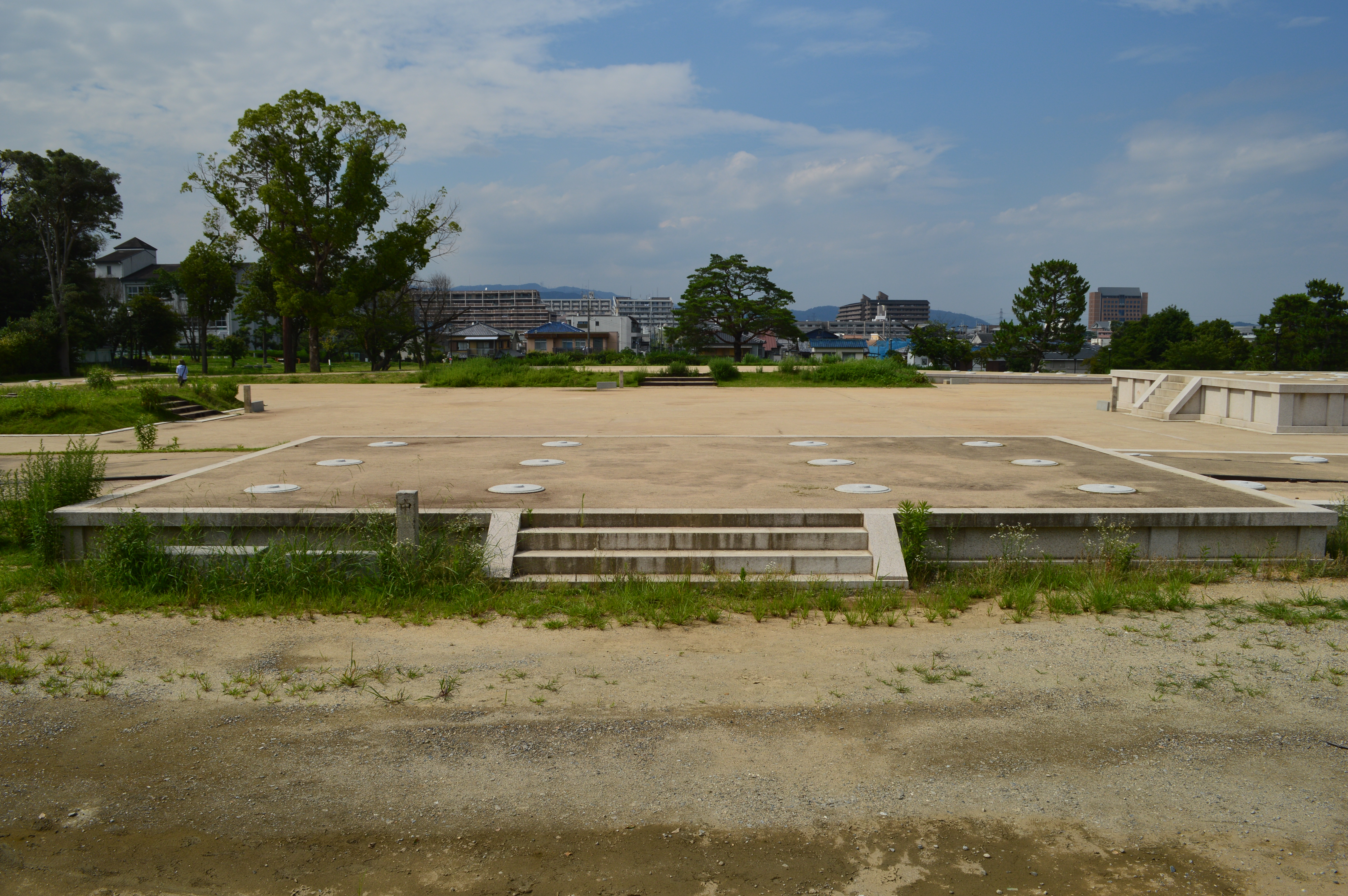
中門跡
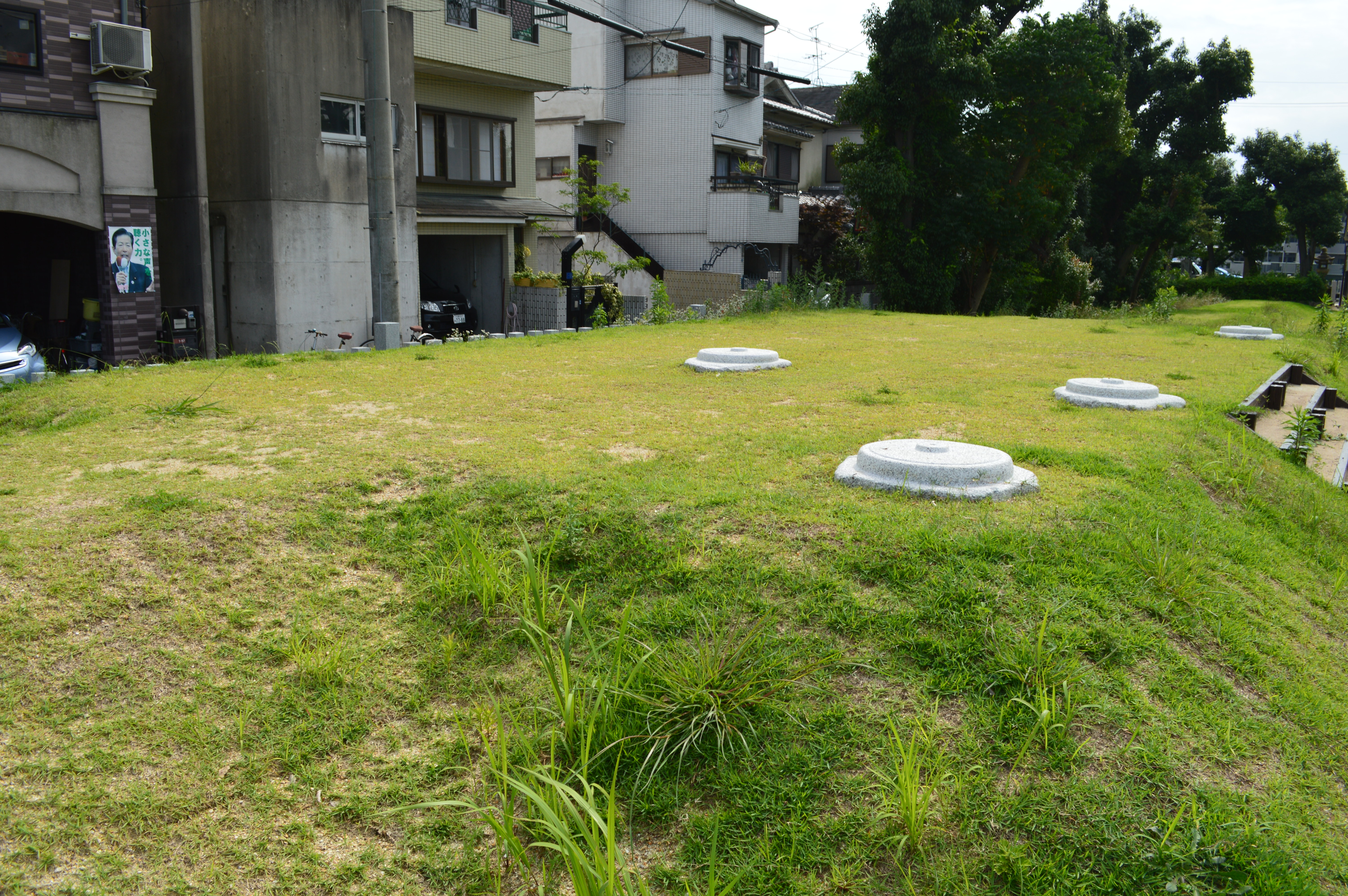
南門跡

## 所在地
京阪交野線宮之阪駅下車徒歩10分ほど。